# Степанов, Николай Иванович (генерал)
Николай Иванович Степанов (1850 — ?) — российский военный деятель, генерал-лейтенант, 

## Биография
По вероисповеданию православный, образование получил в Тифлисской гимназии. Поступил на воинскую службу с 28 августа 1868, окончил 2-е военное Константиновское училище, выпущен в 20-ю артиллерийскую бригаду. Начальник отдела артиллерии Кавказского осадного артиллерийского парка с 10 января 1877. Участник русско-турецкой войны, в которой был контужен, состоял под покровительством Александровского комитета попечения о раненых. Командир батареи 40-й артиллерийской бригады с 7 августа 1890, затем командир батареи 20-й артиллерийской бригады со 2 марта 1892. Начальник войск Грозненского округа с 27 мая 1893. Исполняющий должность начальника отдела Главного управления казачьих войск с 7 июня 1902, затем состоял начальник этого отдела с 6 апреля 1903 до 21 июня 1910. После чего являлся атаманом войск Кизлярского отдела Терской области с 21 июня по 6 сентября 1910. Старший помощник начальника войск Терской области и наказной атаман Терского казачьего войска с 6 сентября 1910. С 15 октября 1917 в отставке.

### Звания
- прапорщик (21 июля 1870);
- подпоручик (5 декабря 1870);
- поручик (31 октября 1871);
- штабс-капитан (28 декабря 1873);
- капитан (26 декабря 1877);
- подполковник (7 августа 1890);
- полковник (5 мая 1899);
- генерал-майор (6 декабря 1906, старшинство 31 мая 1907 за отличие);
- генерал-лейтенант (15 октября 1917).

### Награды
- орден Святого Владимира 4-й степени с мечами и бантом (1877);
- орден Святого Станислава 2-й степени с мечами (1878);
- орден Святого Владимира 3-й степени (1903);
- орден Святого Станислава 1-й степени (1909);
- орден Святой Анны 1-й степени (1913);
- орден Святого Владимира 2-й степени (1915).